# Église Saint-Médard d'Épaux-Bézu

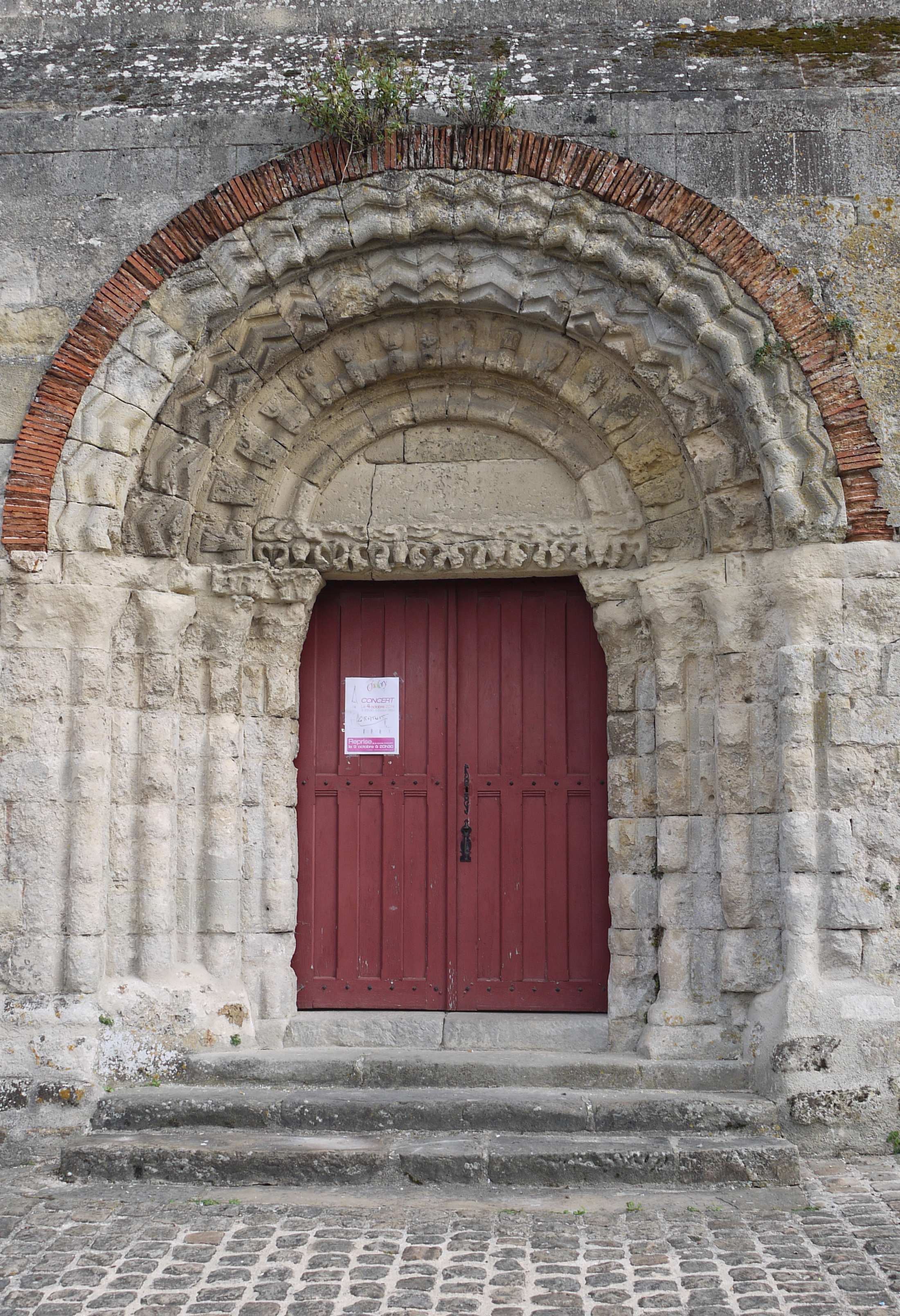
Le porche de Saint-Médard.

L'église Saint-Médard est une église située à Épaux-Bézu, en France.

## Localisation
L'église est située sur la commune d'Épaux-Bézu, dans le département de l'Aisne.

## Historique
Le monument est classé au titre des monuments historiques en 1922.